# Sędziszów
Sędziszów is een stad in het Poolse woiwodschap Święty Krzyż, gelegen in de powiat Jędrzejowski. De oppervlakte bedraagt 7,97 km², het inwonertal 6830 (2005).

## Verkeer en vervoer
- Station Sędziszów

Vanaf het treinstation van Sędziszów vertrekken zowel stoptreinen als intercity's van de PKP. Ook loopt de breedspoorverbinding van de LHS langs dit station.

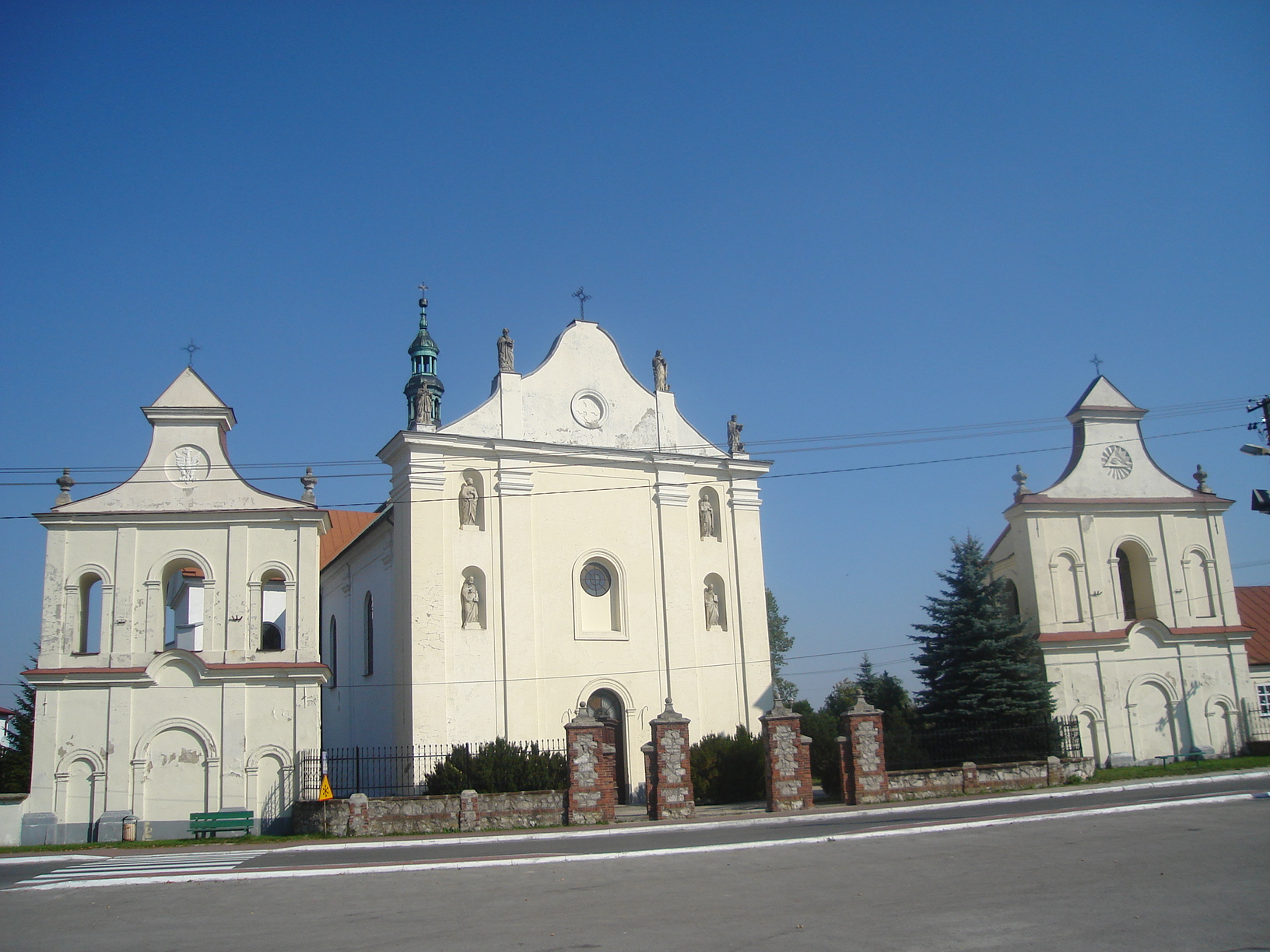
Kerk van St. Petrus en Paulus
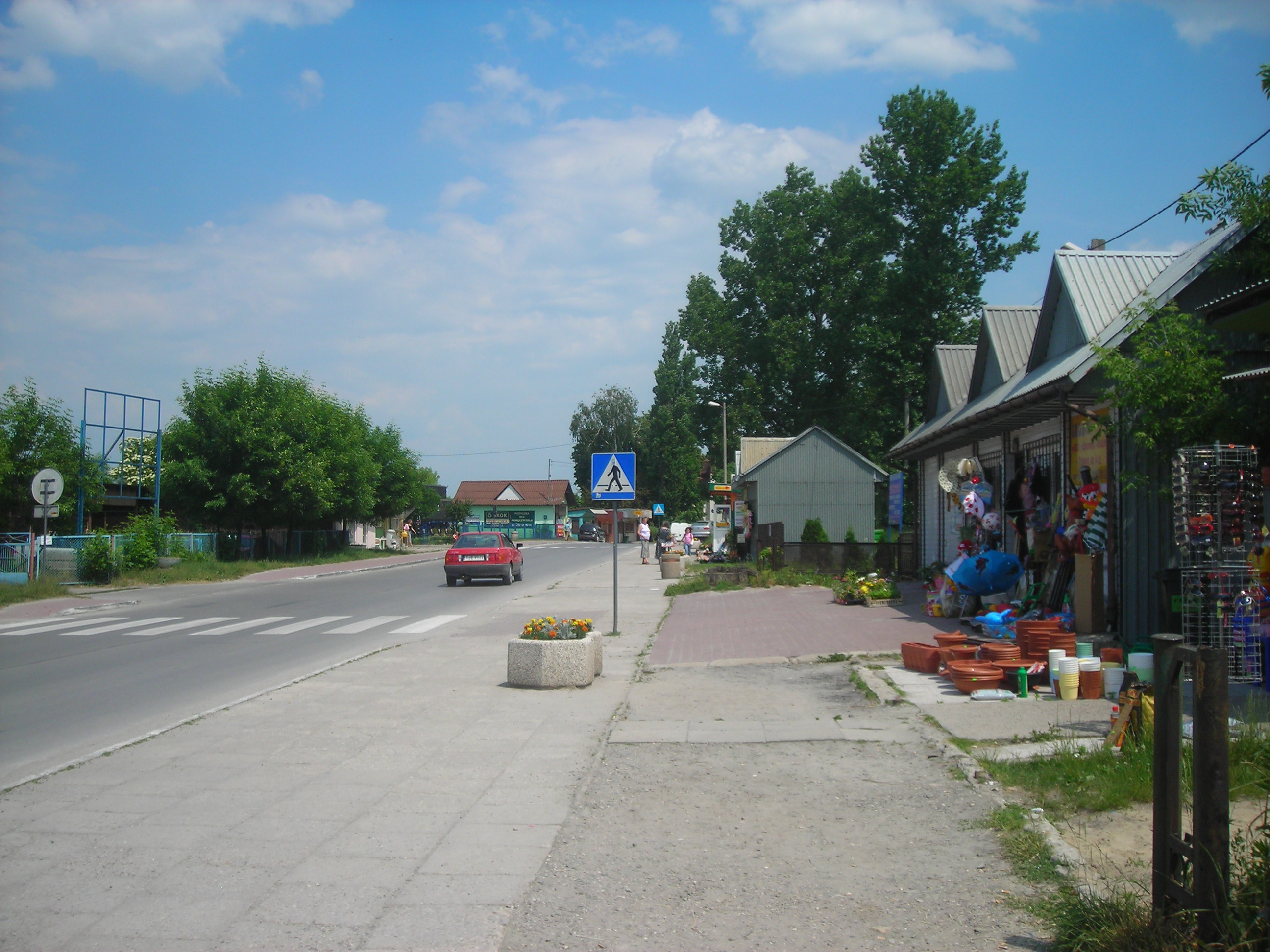
De hoofdstraat van Sędziszów
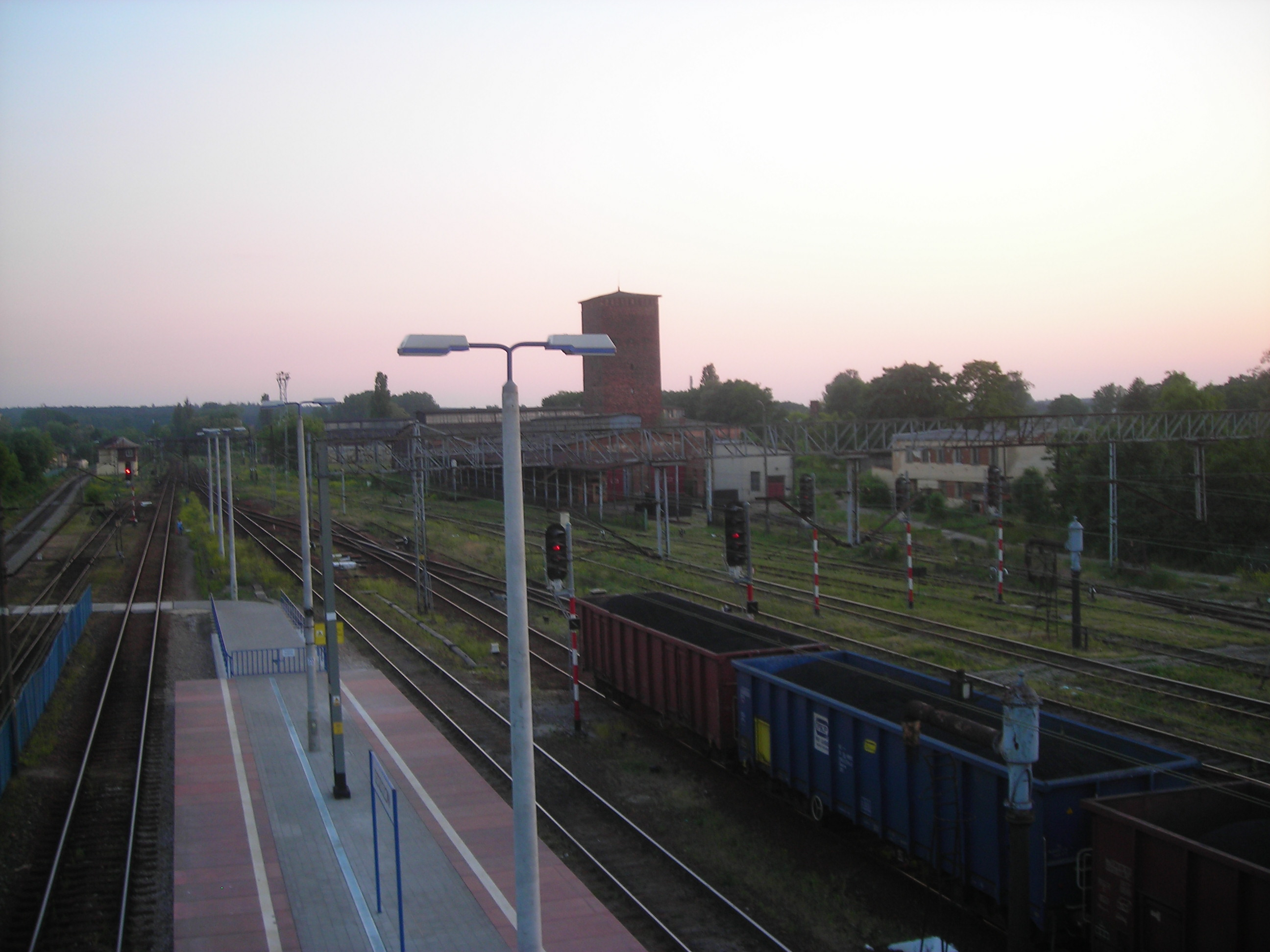
Het treinstation met links de 1520mm-verbinding